# マール (ラジオ番組制作会社)
マールは、1994年（平成6年）に設立された日本のラジオ番組の制作会社である。本社は東京都渋谷区。
会社名は、“Media Art Rush”（メディア・アート・ラッシュ）の略である。
主にローカル局向けに番組を制作し、キー局の番組の下請け製作も行っている。

## 主な制作番組
- 河村通夫の大自然まるかじりライフ
- 藤田恵美のかみつれ雑貨店（2008年4月 - ）
- 平野融 メディカル・ストリングス（1996年 - 、ウエキ弦太と共演）
- ドクターごとうの熱血訪問クリニック（2003年秋 - ）
- 山下くに子 見酒、きき酒、語り酒

### 過去に制作した番組
- エージ&テツのアメリカ・ザリガニ
- 杉原テツの日本の家!

- 野沢雅子がよむこどもの詩 きのう・きょう・ずーっとあした
かつてはTBSラジオでも放送されていたことがある。